# Greg Biekert
Gregory Biekert (Iowa City, 14 marzo 1969) è un ex giocatore di football americano e allenatore di football americano statunitense.

## Nella NFL come giocatore

### Con i Los Angeles Raiders e poi gli Oakland Raiders
Al draft NFL 1993 è stato selezionato 181ª scelta dai Los Angeles Raiders. Ha giocato con i Raiders in entrambe le due città, ha condotto per 6 anni di cui 4 di fila nella categoria dei tackle, è ricordato per la partita dei playoffs contro i New England Patriots, quando gli è stato negato il fumble recuperato con la corsa successiva in endzone.

### Con i Minnesota Vikings
Ha giocato gli ultimi suoi due anni di carriera per i Vikings.

## Nella NFL come allenatore
Dalla stagione 2010 alla 2011.
Ha iniziato la sua carriera nella NFL il 22 gennaio 2010 con i Raiders con il ruolo di assistente del coordinatore della difesa.
Poi l'8 febbraio 2011 è diventato l'allenatore dei linebacker.